# Развој олимпијског рекорда у трци 100 метара за мушкарце
Први олимпијски рекорд у трци на 100 м у атлетици за мушкарце признат је од Међународно олимпијског комитета (МОК) је резултат на првим Олимпијским играма 1896. у Атини. Од 1896. до 1972. резултати су се мерили ручно, а од Олимпијских игара 1972 у Минхену уведено је електронско мерење резултата.

## Олимпијски рекорди у трци на 100 метара за мушкарце
(стање после Олимпијских игара 2016.)
| Бр. | Време | Атлетичар     | Држава                | Место                        | Датум               |
| --- | ----- | ------------- | --------------------- | ---------------------------- | ------------------- |
| 1.  | 11,80 | Том Берк      | Сједињене Државе      | Атина, Грчка                 | 6. април 1896.      |
| 2.  | 10,80 | Френк Џарвис  | Сједињене Државе      | Париз, Француска             | 14. јули 1900.      |
| 3.  | 10,60 | Дон Липинкот  | Сједињене Државе      | Стокхолм, Шведска            | 6. јули 1912.       |
| 4.  | 10,40 | Еди Толан     | Сједињене Државе      | Лос Анђелес, САД             | 31. јули 1932.      |
| 5.  | 10,30 | Еди Толан     | Сједињене Државе      | Лос Анђелес, САД             | 1. август 1932.     |
| 5.  | 10,30 | Ралф Меткалф  | Сједињене Државе      | Лос Анђелес, САД             | 1. август 1932.     |
| 6.  | 10,20 | Армин Хари    | Уједињени тим Немачке | Рим, Италија                 | 31. август 1960.    |
| 7.  | 10,00 | Боб Хејс      | Сједињене Државе      | Токио, Јапан                 | 15. октобар 1964.   |
| 8.  | 10,02 | Чарлс Грин    | Сједињене Државе      | Мексико Сити, Мексико        | 13. октобар 1968.   |
| 9.  | 9,95  | Џим Хејс      | Сједињене Државе      | Мексико Сити, Мексико        | 14. октобар 1968.   |
| 10. | 9,92  | Карл Луис     | Сједињене Државе      | Сеул, Јужна Кореја           | 24. септембар 1988. |
| 11. | 9,84  | Донован Бејли | Канада                | Атланта, САД                 | 27. јули, 1996      |
| 12. | 9,69  | Јусејн Болт   | Јамајка               | Пекинг, Кина                 | 16. август 2008.    |
| 13. | 9,63  | Јусејн Болт   | Јамајка               | Лондон, Уједињено Краљевство | 5. август 2012.     |